# أنتونيو بيوسكا
أنتونيو بيوسكا (بالإسبانية: Antonio Biosca)‏ (مواليد 8 ديسمبر 1949) هو لاعب كرة قدم. يلعب مع منتخب إسبانيا لكرة القدم. سبق له أن لعب في كأس العالم لكرة القدم مع منتخب بلاده.

## مسيرته الكروية
لعب أنتونيو بيوسكا خلال مسيرته الاحترافية مع ناديين في خمسة عشر موسمًا وسجل خلالها 20 هدف ضمن 310 مباراة. حيث فاز في موسم واحد بالكأس ولم يفز بأي دوري.
خاض أنتونيو بيوسكا مسيرته مع CD Puertollano ‏ في موسم 1968–69 واستمر معه طيلة ثلاثة مواسم، مشاركًا في 27 مباراة سجل خلالها هدفين. ثم انتقل إلى نادي ريال بيتيس في موسم 1971–72 ليلعب معه اثنا عشر موسمًا، حيث شارك في 283 مباراة سجل خلالها 18 هدفًا.

## روابط خارجية
- أنتونيو بيوسكا على موقع الاتحاد الدولي (مؤرشف)  (الإنجليزية)
- أنتونيو بيوسكا على موقع قاعدة بيانات كرة القدم.إي يو (الإنجليزية)
- أنتونيو بيوسكا على موقع ناشيونال فوتبول تيمز (الإنجليزية)